# 차량-사물 통신
차량-사물 통신(vehicle-to-everything, V2X communication)은 차량으로부터 차량에 영향을 주는 물체로 정보를 전달하는 일(차량→물체), 또는 그 반대 방향(물체→차량)의 과정을 말한다. V2I(vehicle-to-infrastructure, 차량 대 인프라), V2N(vehicle-to-network, 차량 대 네트워크), V2V(vehicle-to-vehicle, 차량 대 차량), V2P(vehicle-to-pedestrian, 차량 대 보행자), V2D(vehicle-to-device, 차량 대 장치), V2G(vehicle-to-grid, 차량 대 그리드) 등 더 구체적인 유형의 통신 방식을 통합하는 차량 통신 시스템의 하나이다.
V2X의 주된 동기는 도로 안전, 교통 효율성, 에너지 절약이다. 기반이 되는 기술에 따라 두 종류의 V2X 통신 기술이 존재한다:
1. WLAN 기반
2. 셀 기반

## 스펙트럼 할당
여러 국가의 C-ITS의 스펙트럼 할당은 다음의 표에 나타나 있다.
| 국가           | 스펙트럼 (MHz)             | 할당 대역폭 (MHz) |
| -------------- | -------------------------- | ----------------- |
| 오스트레일리아 | 5855 – 5925                | 70                |
| 중국           | 5905 - 5925 (trials)       | 20                |
| 유럽           | 5875 – 5905                | 30                |
| 일본           | 755.5-764.5 및 5770 – 5850 | 9 및 80           |
| 한국           | 5855 – 5925                | 70                |
| 싱가포르       | 5875 – 5925                | 50                |
| 미국           | 5850-5925                  | 75                |

## 관련 산업 단체
- IEEE 802.11p
- 5G Automotive Association
- Automotive Edge Computing Consortium
- OnBoard Security

## 같이 보기
- IEEE 802.11p
- 셀룰러 V2X
- V2V
- V2G
- V2D